# Temple des Pythons
Le temple des Pythons est un sanctuaire vaudou situé à Ouidah (Bénin), dans un lieu où l'existence d'un culte du serpent (Dangbé) – une forme particulière du vaudou – est attestée depuis la fin du XVIIe siècle. Ses pythons sacrés vivants constituent l'une des attractions touristiques majeures de la ville.

## Localisation et accès

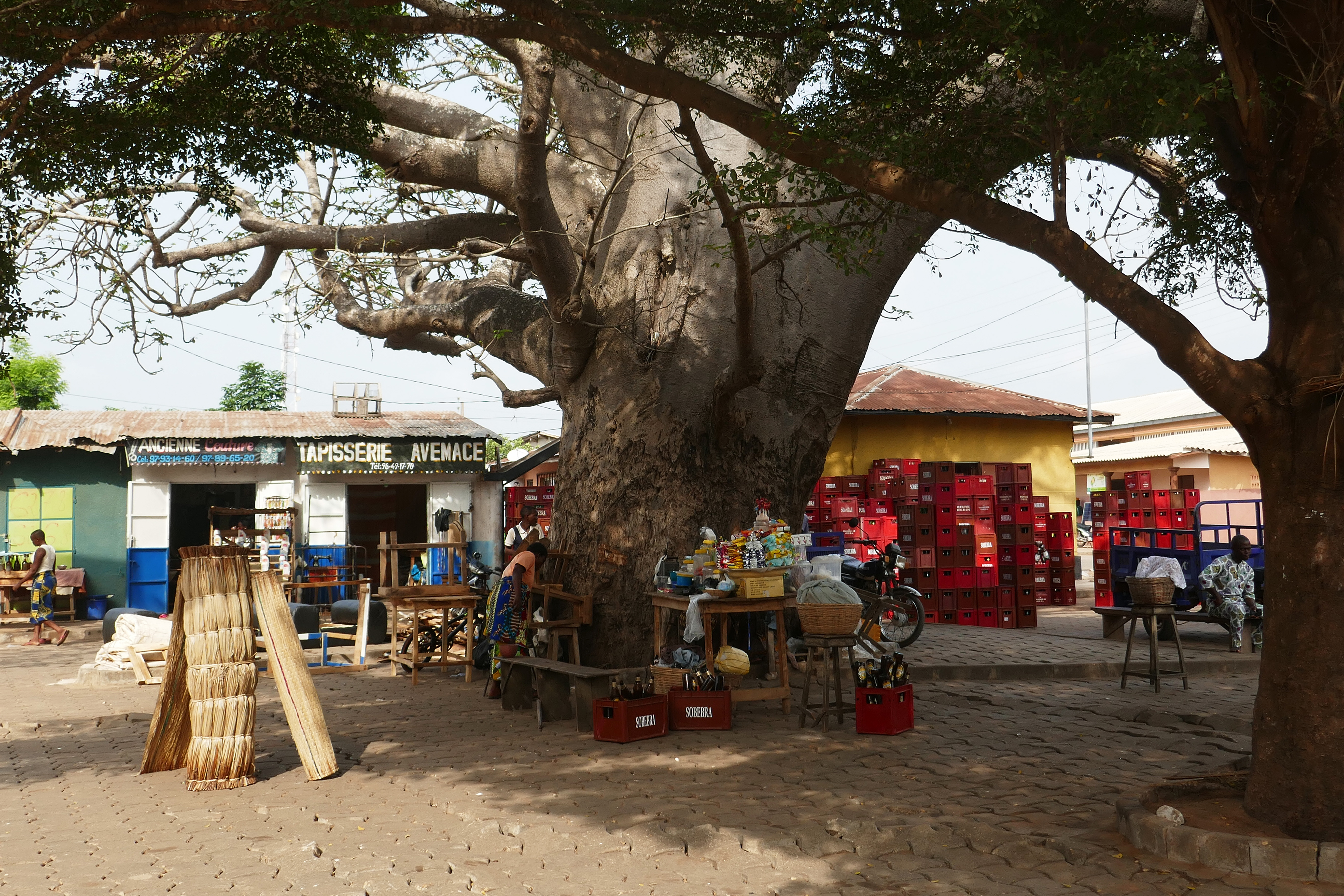
Le baobab de la place Agoli.
(le temple se trouve à sa gauche, la basilique à sa droite).

À l’origine, le domaine du temple s'étendait sur plusieurs hectares, mais sa superficie a été sérieusement réduite sous la poussée de l'urbanisation. Le sanctuaire se trouve maintenant au cœur de la ville, dans le quartier Dangbexu, sur la place Agoli – aménagée par des pavés, mais où subsiste un baobab centenaire –, en face de la basilique de l'Immaculée-Conception, le principal lieu de culte catholique de la ville.
D'abord réservé aux initiés, le temple a subi au fil des ans une mutation partielle, devenant un centre d’attraction cultuelle et un haut lieu touristique. Le nombre annuel de visiteurs a été estimé à 1 100, particulièrement pendant les fêtes de fin d’année, les vacances d’été et les congés. L'entrée est désormais ouverte à tous, mais payante. Une petite donation permet en outre au visiteur de se faire photographier avec un python autour du cou. Le montant annuel des recettes a été estimé à 5 millions de francs CFA (soit près de 9 000 USD). La municipalité prélève 10 % de cette somme pour contribuer au développement local.

## Histoire
Les récits des voyageurs européens attestent l'existence d'un lieu dédié au culte du Serpent à Ouidah dès la fin du XVIIe siècle, mais il pourrait avoir subi plusieurs déplacements.

En 1698, le père Labat, dans le tome 2 de son Nouveau voyage aux isles de l'Amérique, est le premier à rapporter le récit d'un témoin direct – le père Braguez – d'une consultation du Serpent par le roi lui-même : 

« Le peuple à genoux, et en silence, était fort éloigné de là : le roi seul avec le prêtre du pays entrèrent dans l'enceinte où après beaucoup de prosternations, de prières et de cérémonies, le prêtre s'approcha d'un trou où l'on supposait qu'il y avait un serpent. Il lui parla de la part du roi et lui fit les questions accoutumées [...]. À mesure que le serpent répondait à une demande, le prêtre portait la réponse au roi, qui était un peu éloigné du trou, à genoux, et en posture de suppliant. Ce manège s'étant fait plusieurs fois, on publia enfin, que l'année suivante serait heureuse, qu'il y avait beaucoup de traite et qu'on prendrait bien des esclaves. Le peuple en témoigna sa joie par de grands cris, des danses et des festins. »

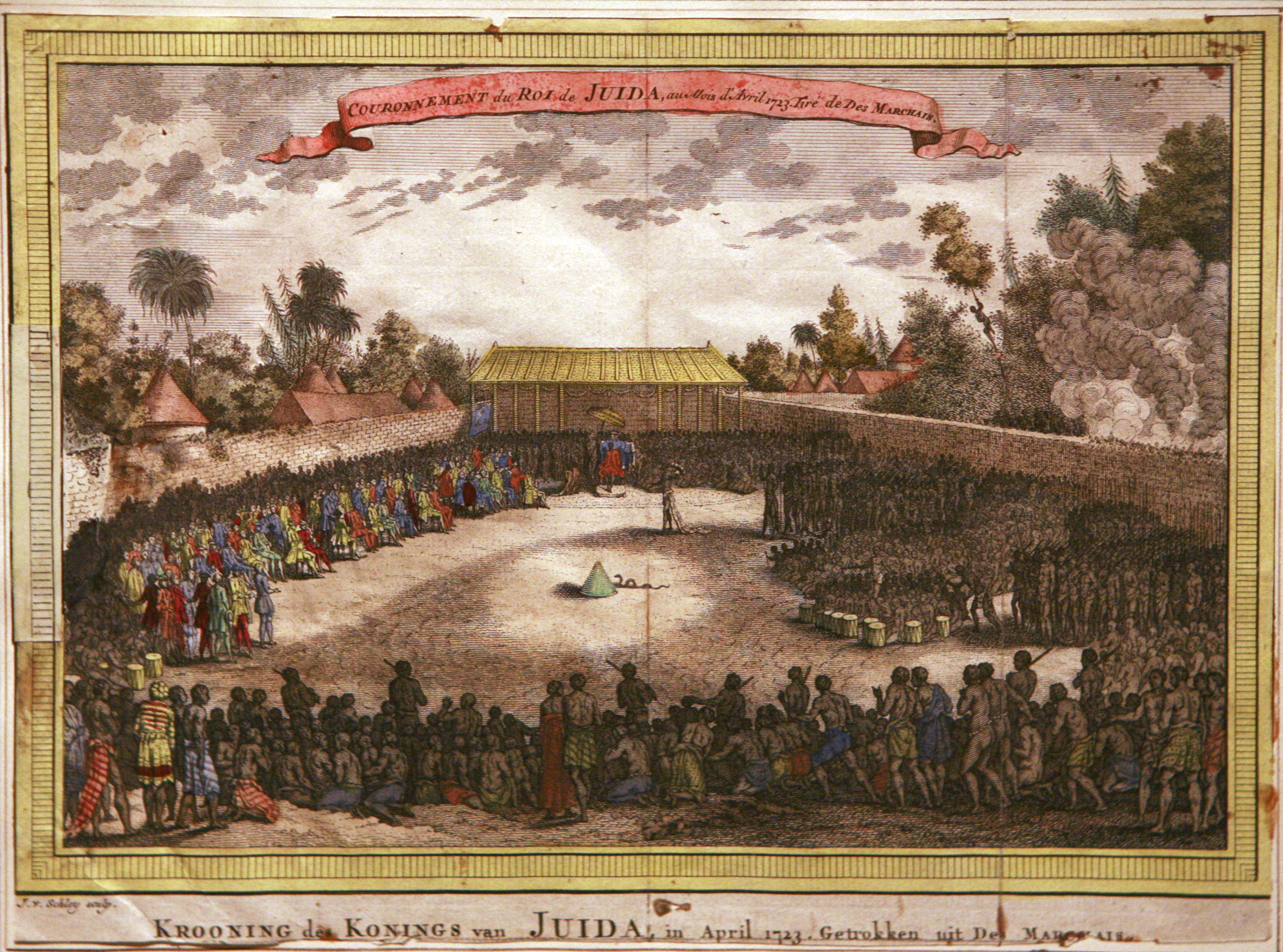
Couronnement du Roy de Juda à la coste de Guinée.

Lorsque le père Braguez interroge le prêtre un peu plus tard, celui-ci lui explique que « le culte qu'ils rendaient au serpent n'était qu'un culte relatif à l'Être souverain, dont ils étaient les créatures » et que le Créateur, connaissant la vanité de l'homme, ne voyait pas de moyen plus efficace pour l'humilier « que de l'obliger de ramper devant un serpent, qui est le plus méprisable et le plus méchant de tous les animaux. »
Dans un ouvrage ultérieur, Voyage du chevalier Des Marchais en Guinée, isles voisines, et a Cayénne, le père Labat décrit les différentes processions faites à la maison du grand Serpent qualifié de « principale divinité du pays ». Lors du couronnement du roi de Ouidah, après deux semaines de festivités, les dignitaires et la population se rendent en grande pompe au « temple du grand Serpent » pour formuler des demandes et rendre grâce. Une gravure illustre le couronnement du mois d'avril 1723 : on y aperçoit au centre la case du serpent et le serpent lui-même s’y rendant précipitamment.

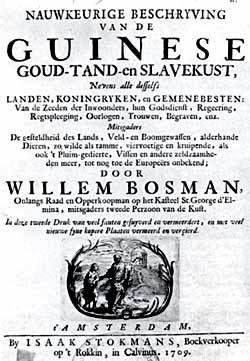
Voyage de Guinée de Guillaume Bosman.

En 1700, le marchand hollandais Guillaume Bosman, dans son Voyage de Guinée, rapporte qu'on connaît à Fida (Ouidah) trois divinités principales, dont les plus importantes sont les serpents.

En 1873, dans Le Dahomé : souvenirs de voyage et de mission, l'abbé Laffitte décrit ainsi le temple : 

« Whydah ne possède qu'un seul monument [...] et s'il attire l'attention, c'est plus par les hôtes qu'il renferme que par son architecture. Ce bâtiment, de forme circulaire, haut de dix pieds, bâti en terre et couvert d'herbes desséchées, est le temple d'une fraction de divinités dahoméennes. Une vingtaine de superbes couleuvres y sont adorées... »

Une monographie publiée en 1991 confirme que « l'aspect du temple ne semble pas avoir été particulièrement remarquable quelle que soit l'époque ». Constatant alors son état de délabrement, elle conclut à la nécessité d'une valorisation en raison de sa dimension symbolique, mais écarte l'éventualité d'une reconstitution, car on ne dispose pas d'information sur son état antérieur. Elle préconise plutôt une action à visée pédagogique et touristique.
En 1992, Ouidah accueille le premier festival mondial consacré à l'art et à la culture du vaudou, Ouidah 92. À cette occasion, les bâtis du temple sont restaurés par le Fonds d'aide à la culture (FAC) et la participation des familles dépositaires des biens. La toiture du couvent des pythons est ainsi dotée de tuiles et le mur intérieur renforcé par des grilles. Cependant la gestion du temple doit faire face à de multiples difficultés, dont les querelles qui opposent de longue date les familles concernées, à tel point que le maire a temporairement fermé le site en 2014.

## Description
Le site actuel comprend deux cours. La première renferme un bâtiment en forme de cône tronqué, d'environ 12 m2, abritant les pythons vivants ; un bâtiment en forme de case ronde, à l’entrée, recouvert de chaume – l’élément d'origine – ; un bâtiment de terre couvert de tôles abritant une divinité protectrice, ainsi que deux petites cases.

Dans cette cour se trouve aussi le zingbin, un énorme canari sacré blanc, de plus de 200 ans. Il est au cœur d'une cérémonie qui s'y déroule tous les sept ans. On l'installe alors devant le temple et les dignitaires y déposent des feuilles sacrées. Autrefois on désignait 41 jeunes filles vierges pour aller chercher de l'eau sacrée. Avec l'évolution des mœurs, ce sont aujourd'hui 41 femmes ménopausées qui sont choisies. Les feuilles sont triturées dans l'eau sacrée. Une partie du mélange peut être emportée à des fins curatives, le reste est renversé.
La seconde cour est entourée d'une clôture de ciment peinte en rose. On y trouve un iroko sacré qui serait âgé de 600 ans. Reconnaissable à son linge blanc, il conserve les esprits des ancêtres. Chaque matin le chef du temple se présente devant lui pour les invoquer et implorer leur clémence à l'aide de libations. Depuis 1992, le 10 janvier de chaque année, les populations, les prêtres, prêtresses et adeptes, ainsi que les touristes s'y rendent pour de grandes cérémonies. Le prêtre qui dirige le temple égorge alors un cabri et verse son sang, en guise de sacrifice, sur la toile blanche qui entoure l’iroko.

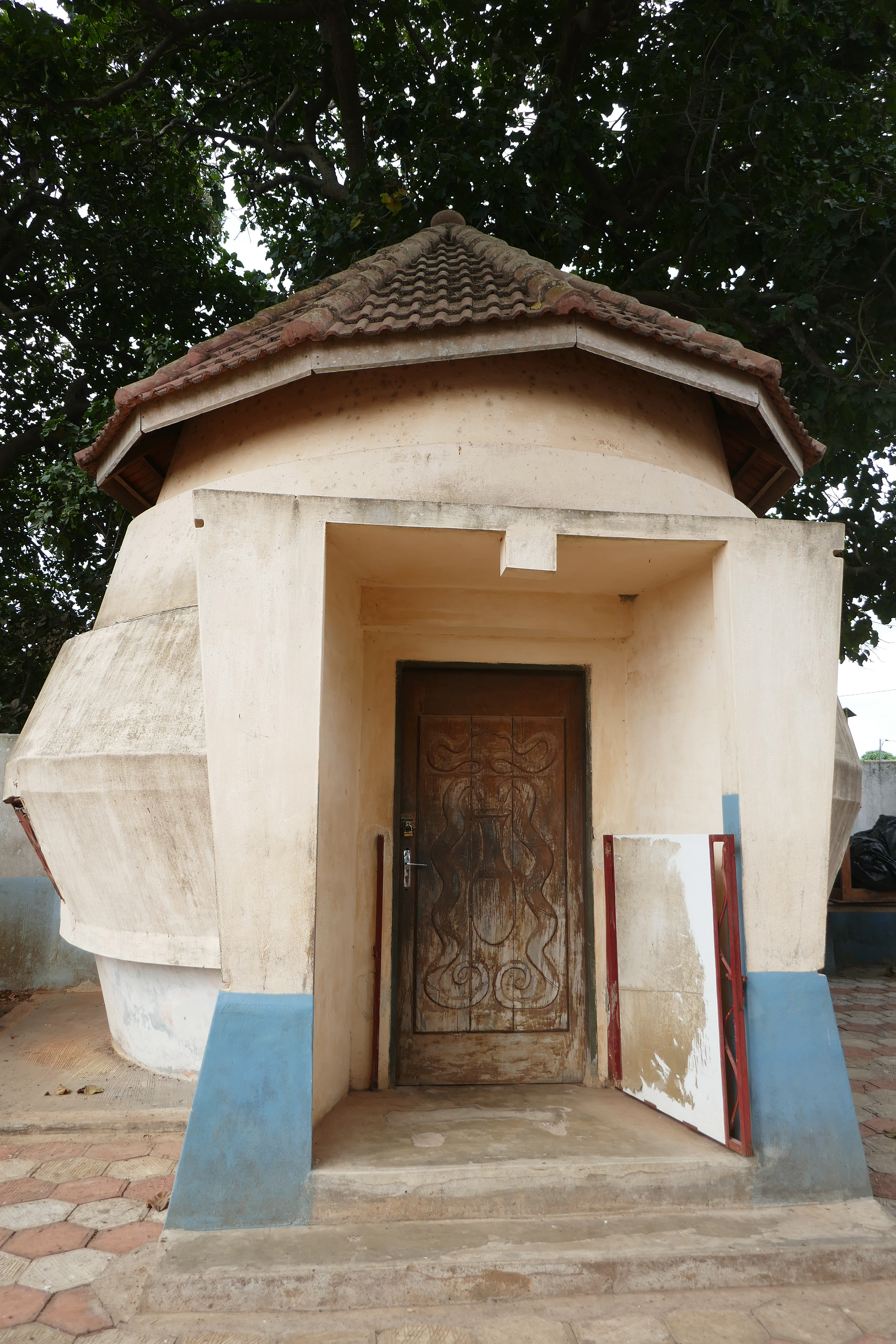
Abri des pythons.
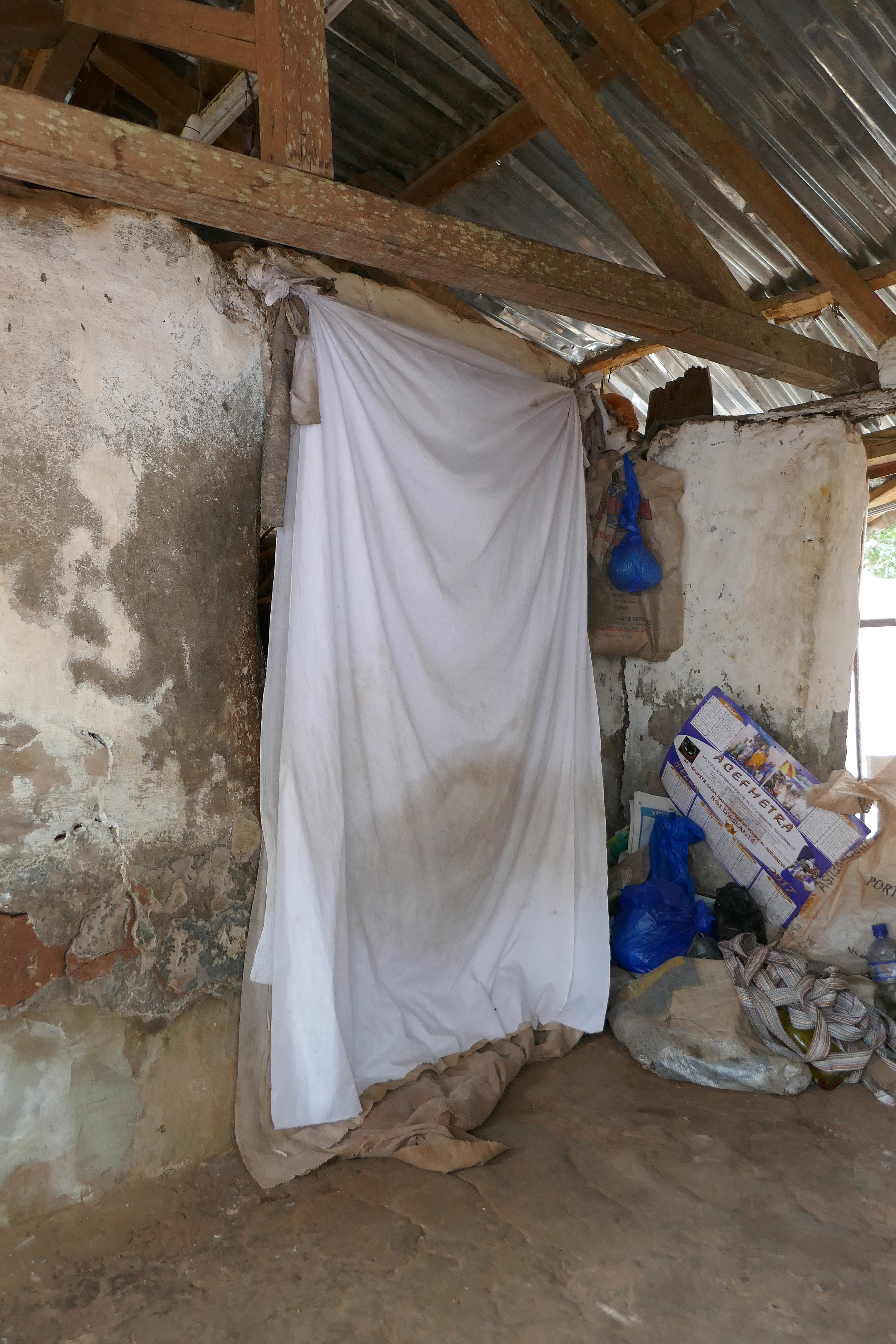
Abri de divinité.
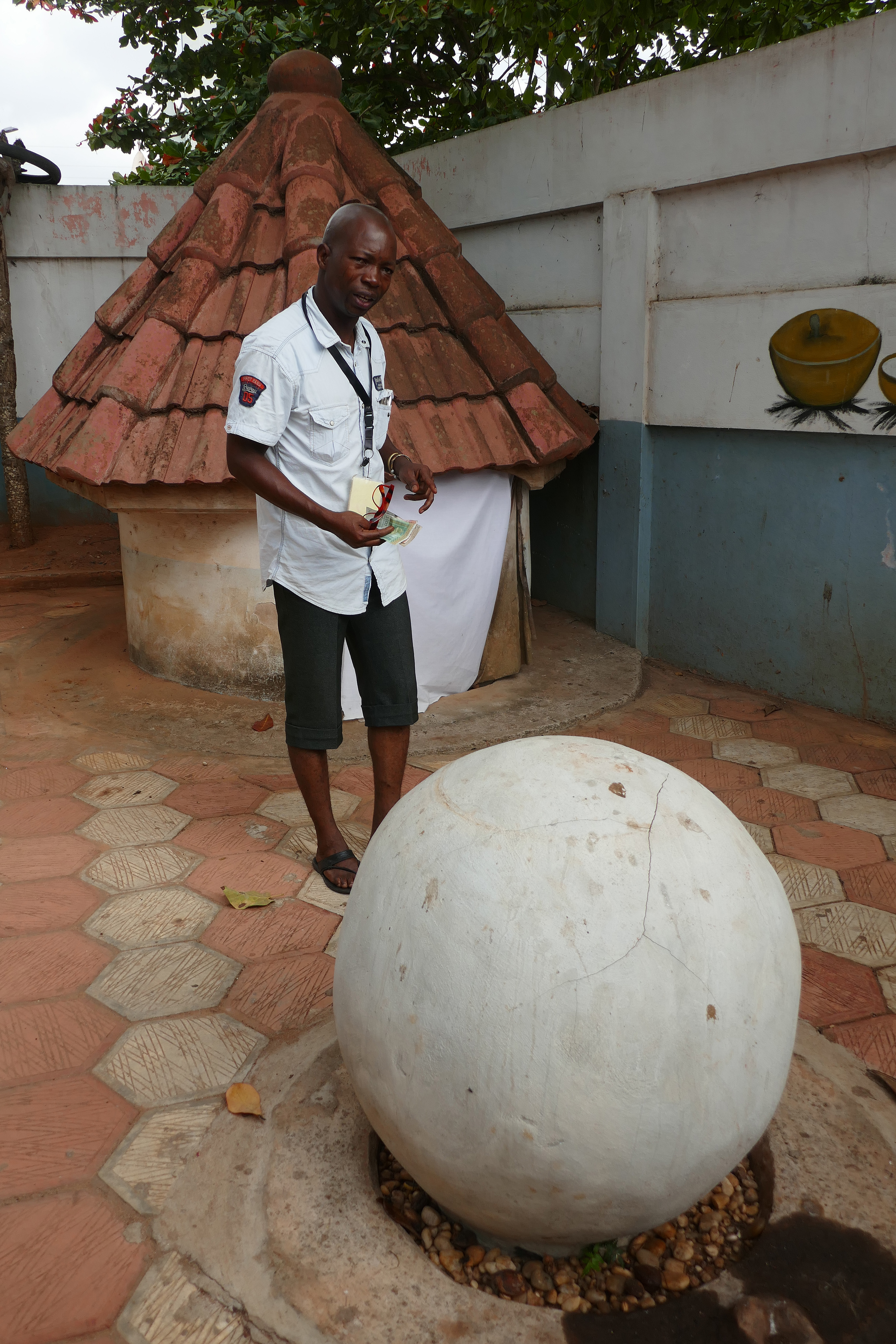
Canari sacré.
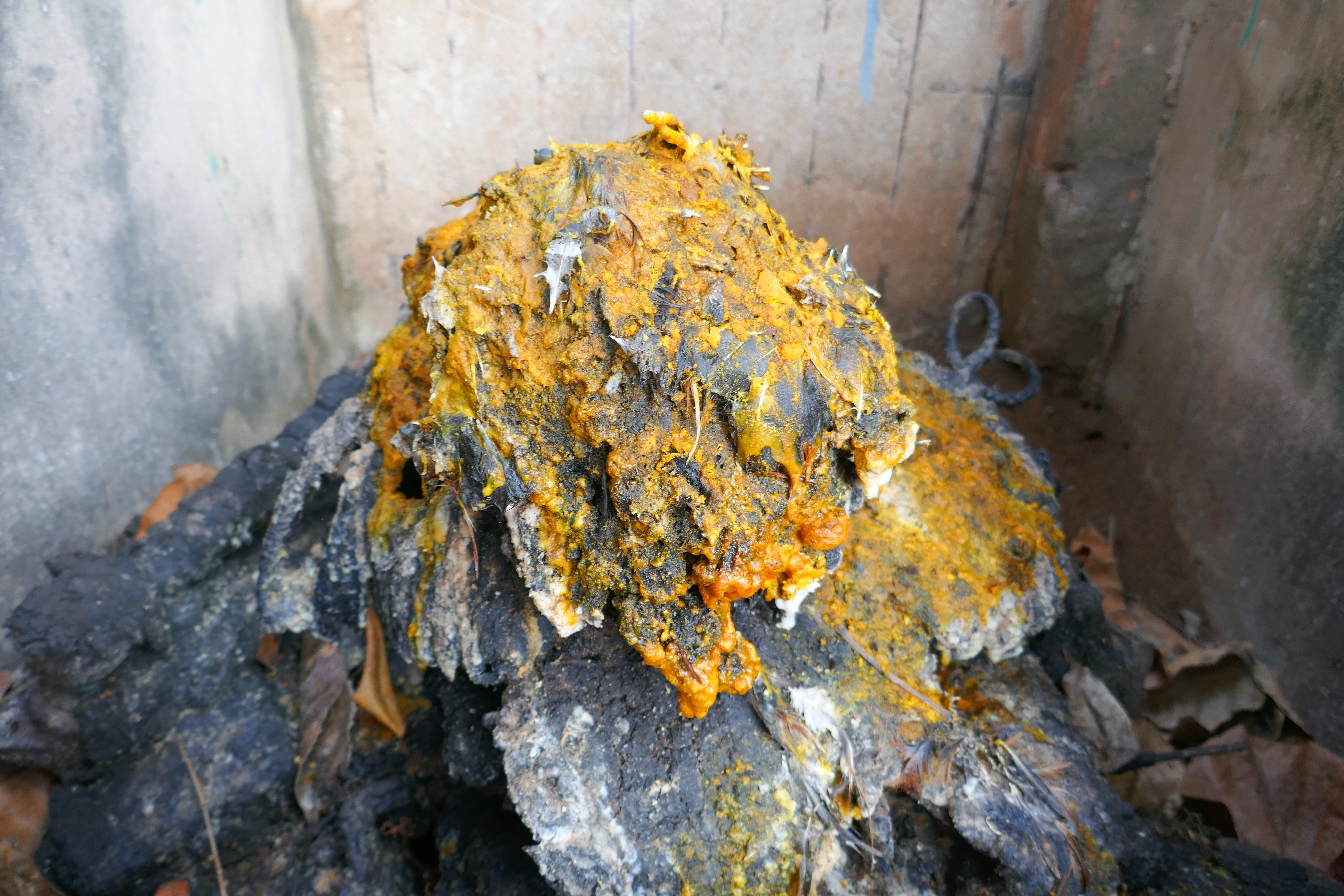
Autel sacrificiel.
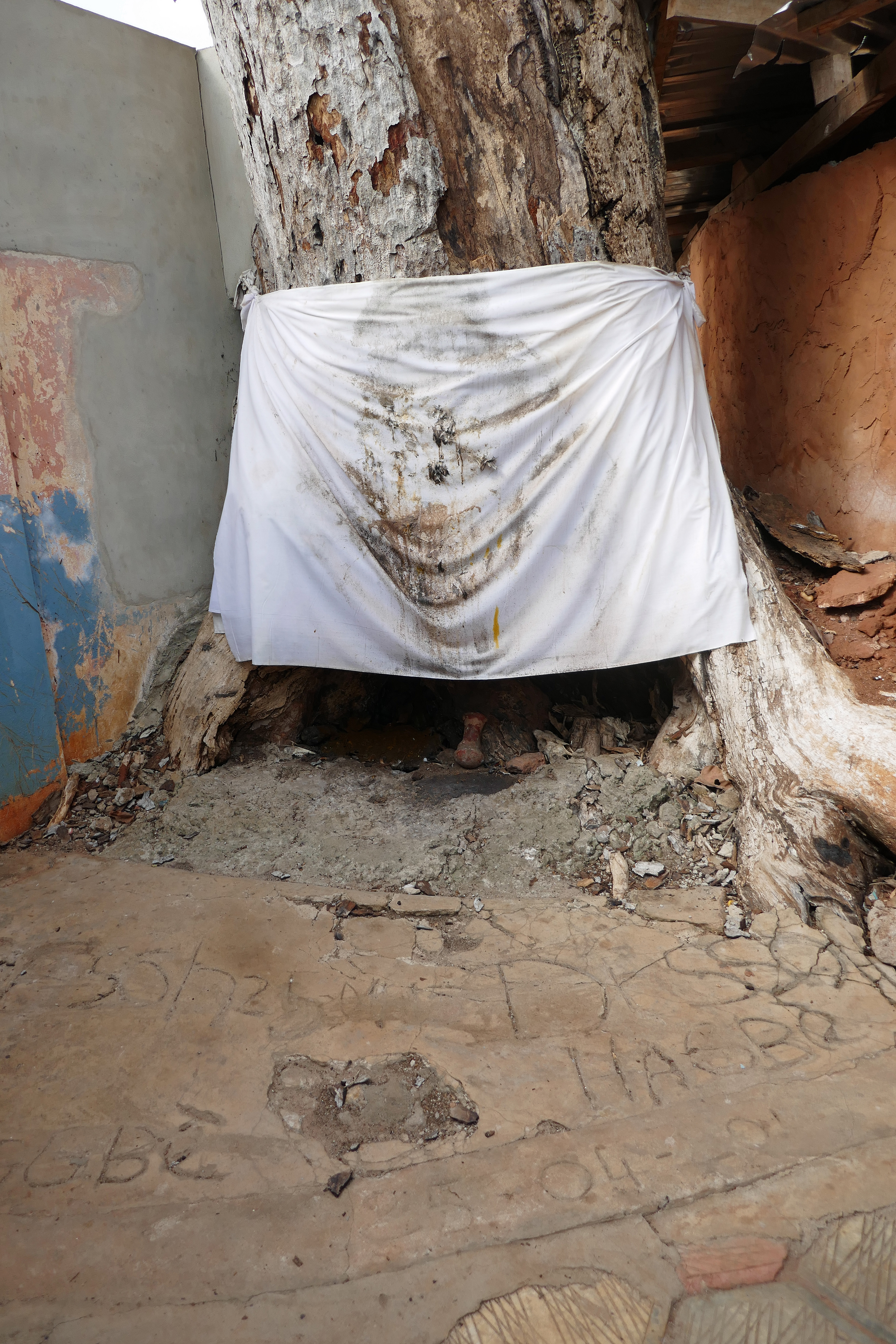
Iroko sacré.
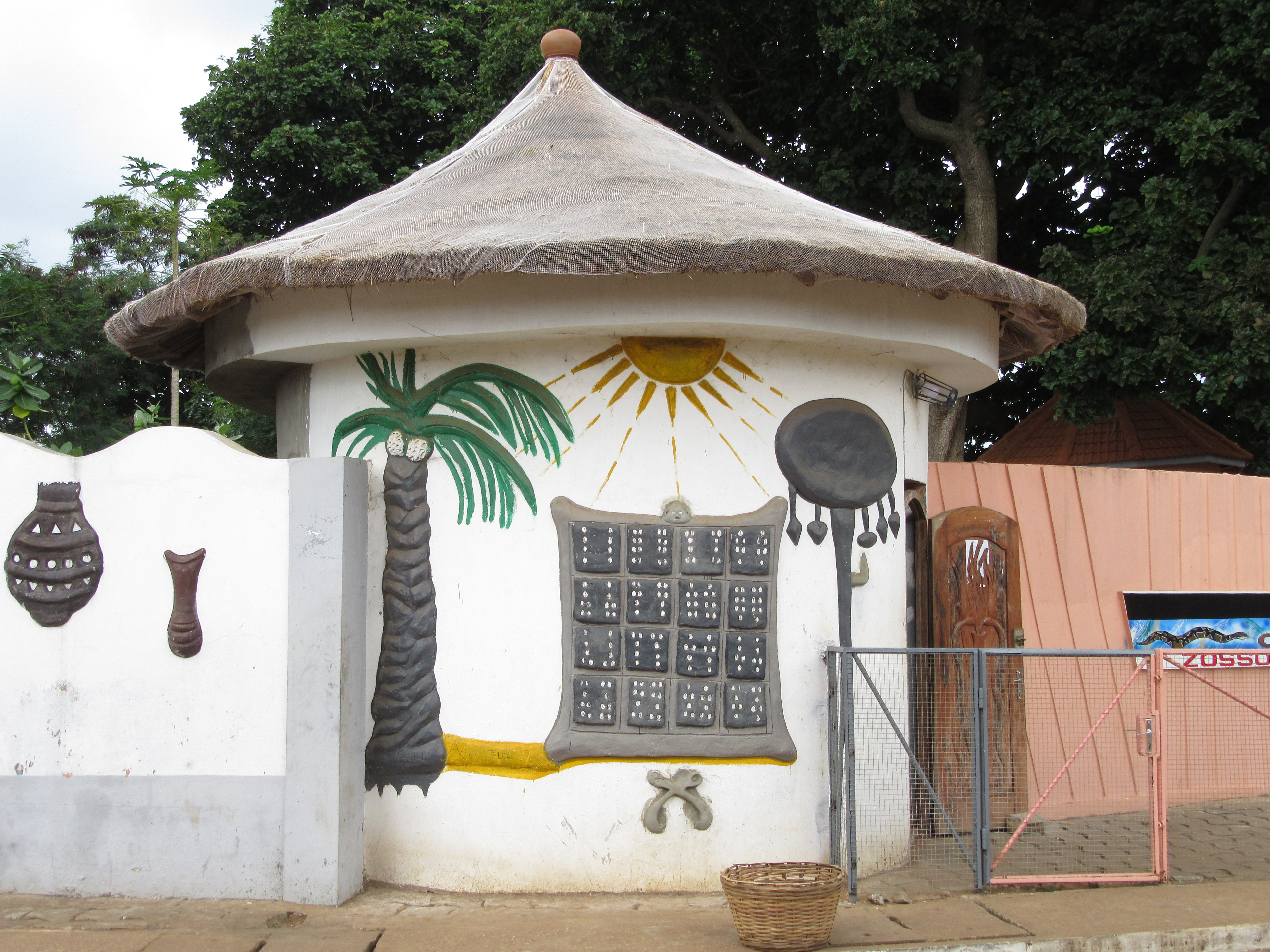
La case arrière du Temple des Pythons

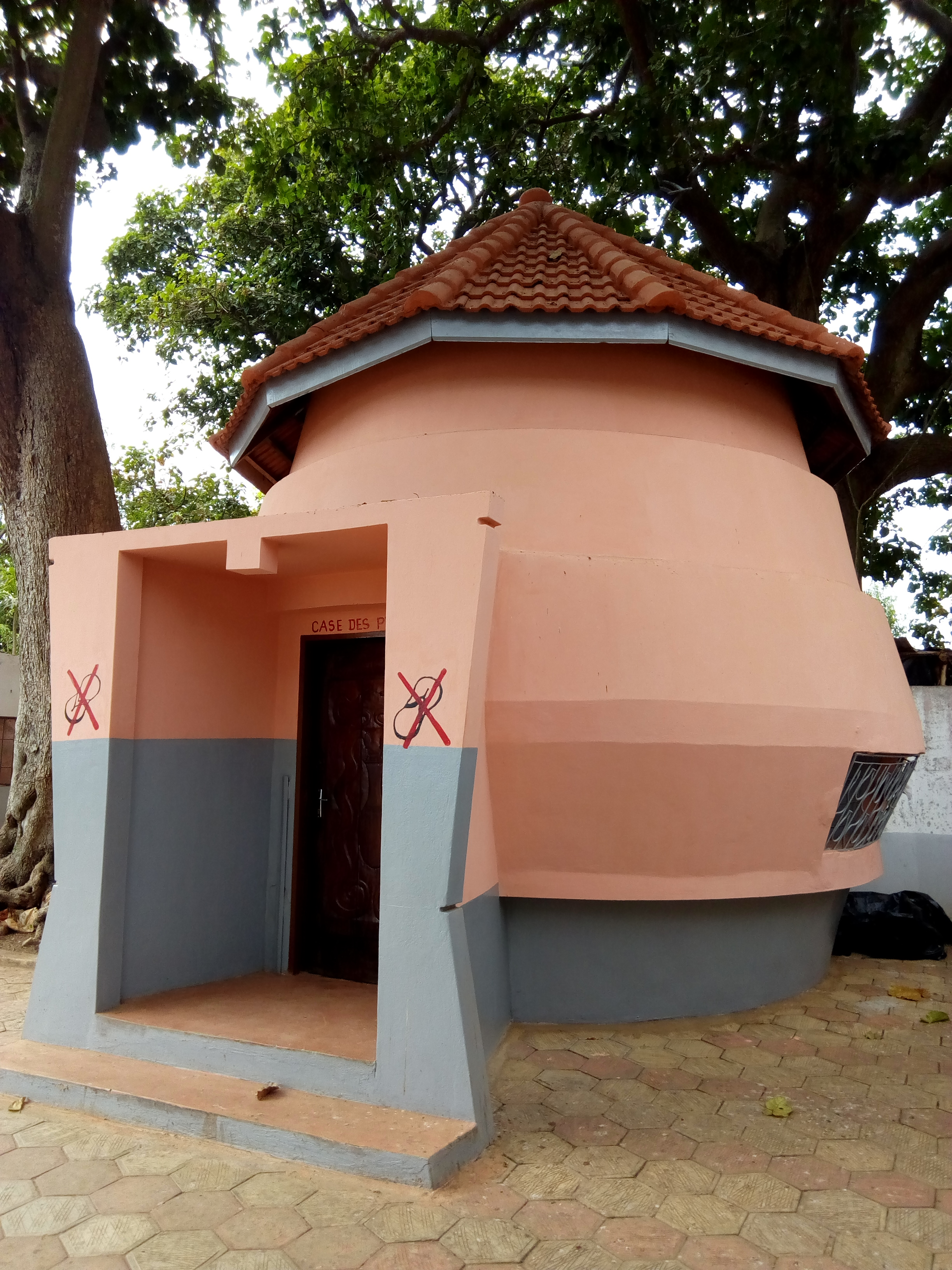
Rénovation du temple des pythons
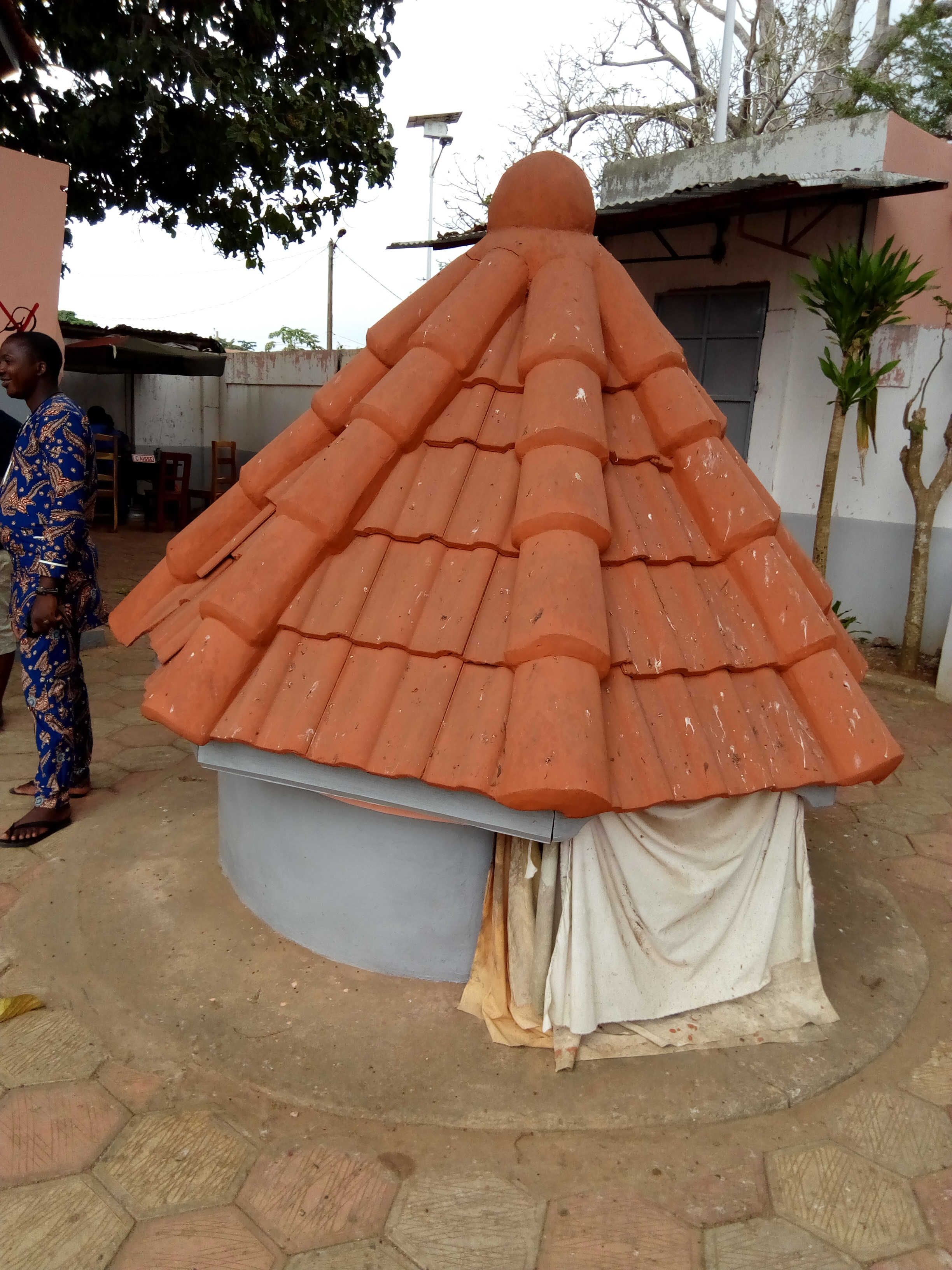
Case des rituels
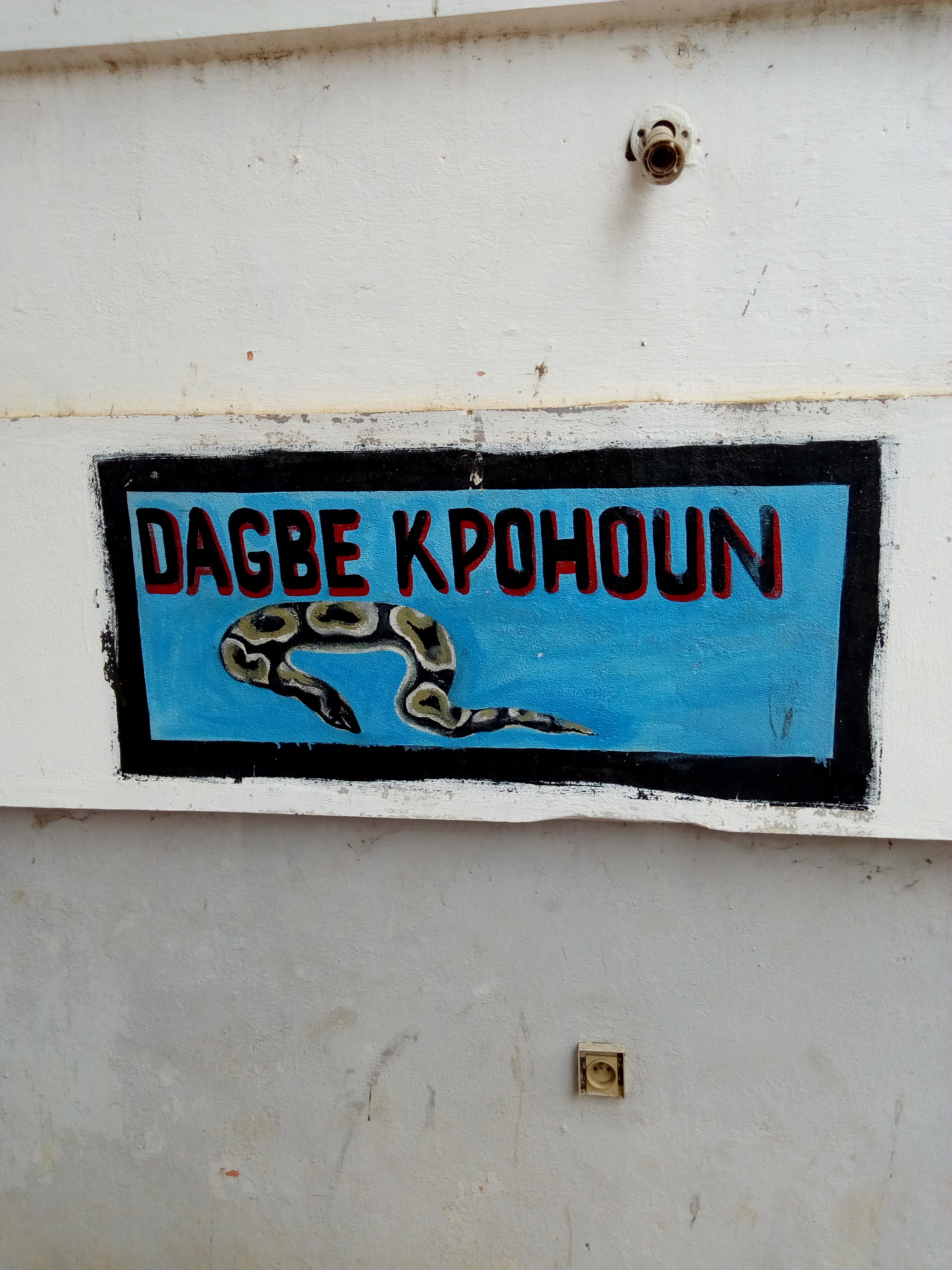
Dagbe (pythons), à l'entrer
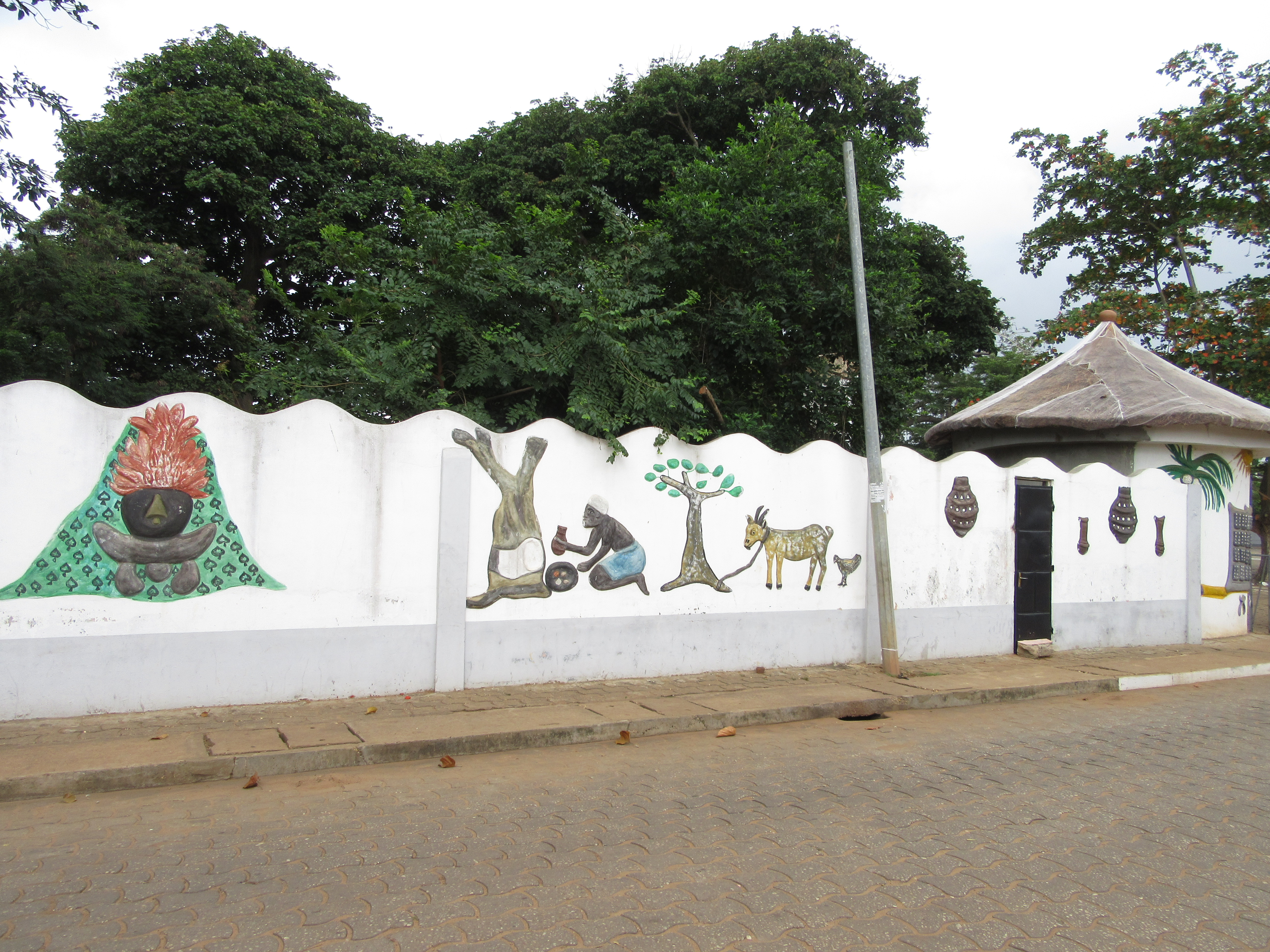
La clôture du Temple des Pythons
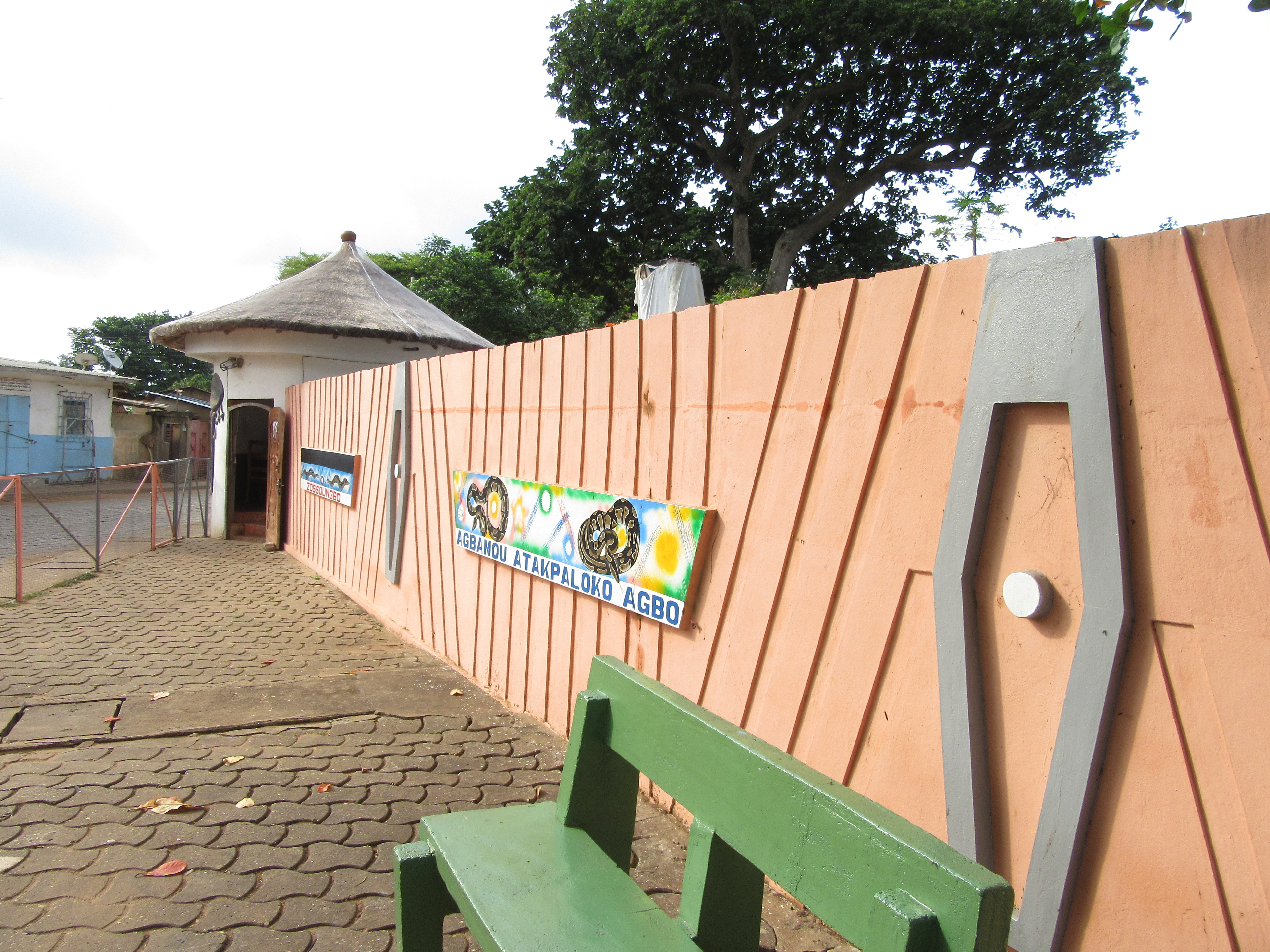
Devanture du Temple des Pythons à Ouidah

## Serpents
Le temple abrite plusieurs dizaines – voire une centaine – de pythons royaux (Python regius) qui ne présentent pas de danger pour l'homme. La femelle (dangbé drè) est plus grosse que le mâle (dangbé kpohoun). Leur longueur ne dépasse pas 1,50 mètre.
Les serpents ne sont pas nourris, mais on les laisse sortir une fois par semaine. Ils capturent des insectes et des rats, vont parfois dans les maisons voisines qui y sont accoutumées. Si le python ne revient pas au-delà de 72 heures, la population le ramène, car tous les habitants de Ouidah ont le souci de leur divinité. La longévité du serpent atteint 10, 20, voire 50 ans.
Les adeptes du culte du Python portent des scarifications appelées « 2 x 5 », c'est-à-dire 2 scarifications parallèles à 5 endroits différents du visage.

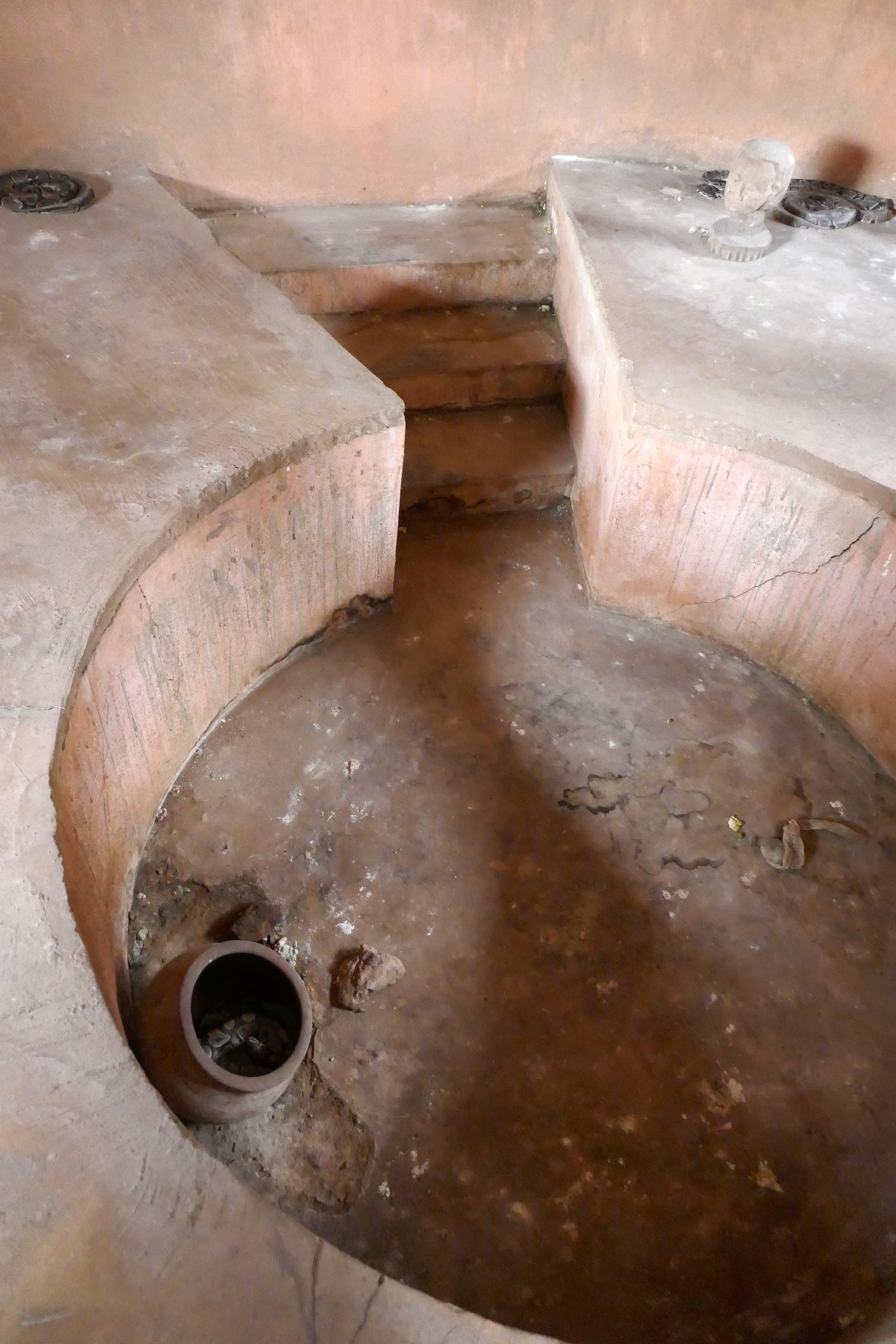
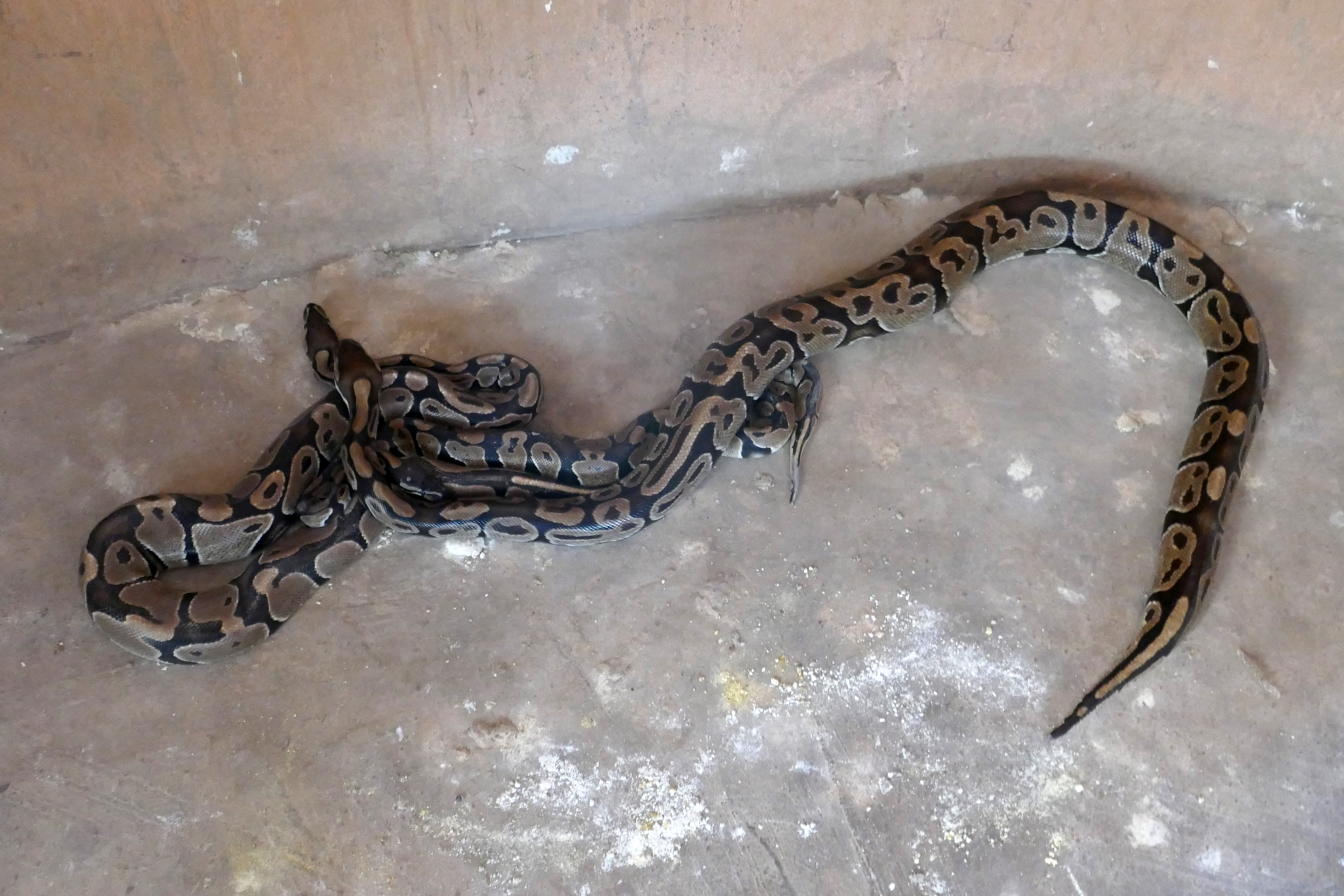
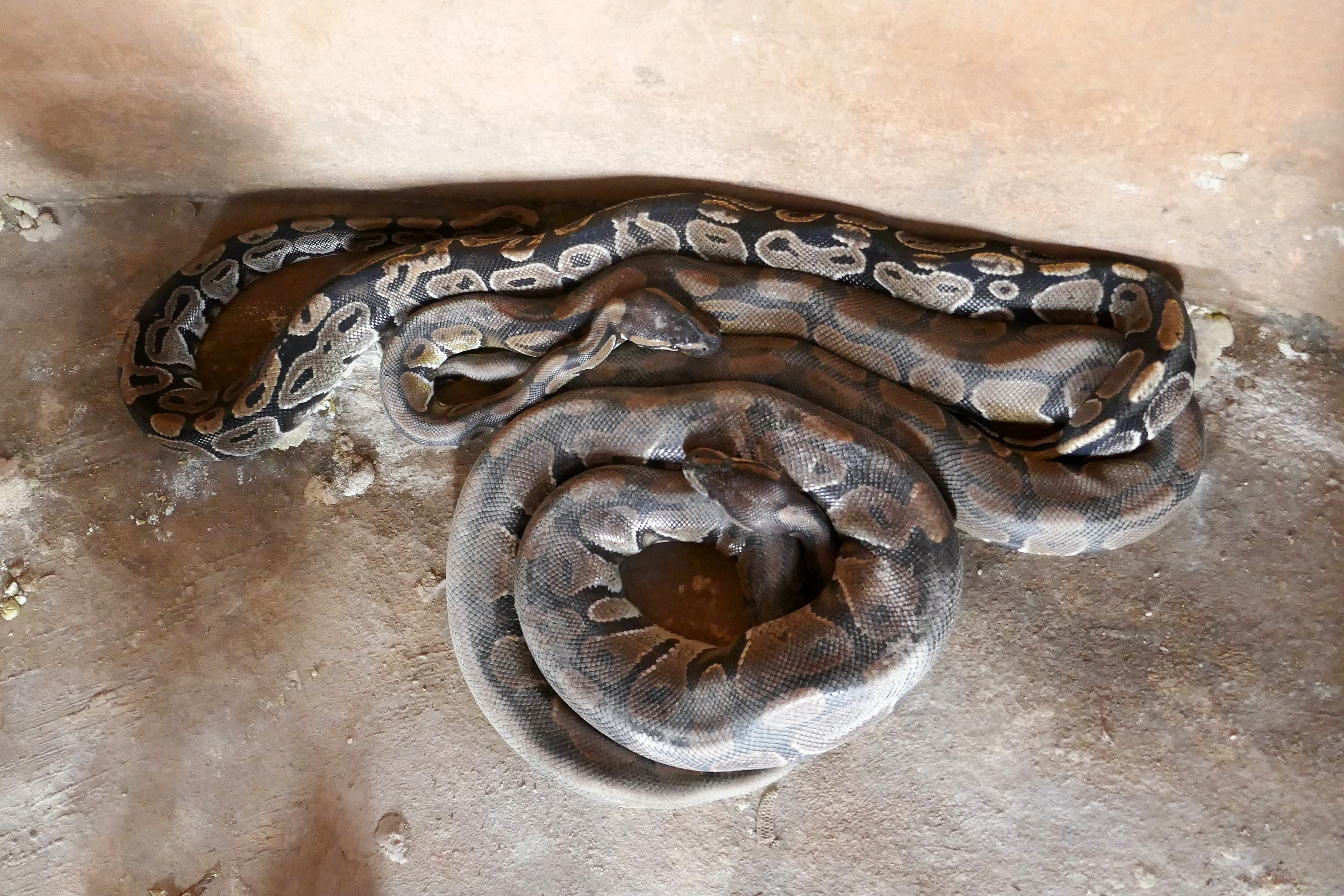
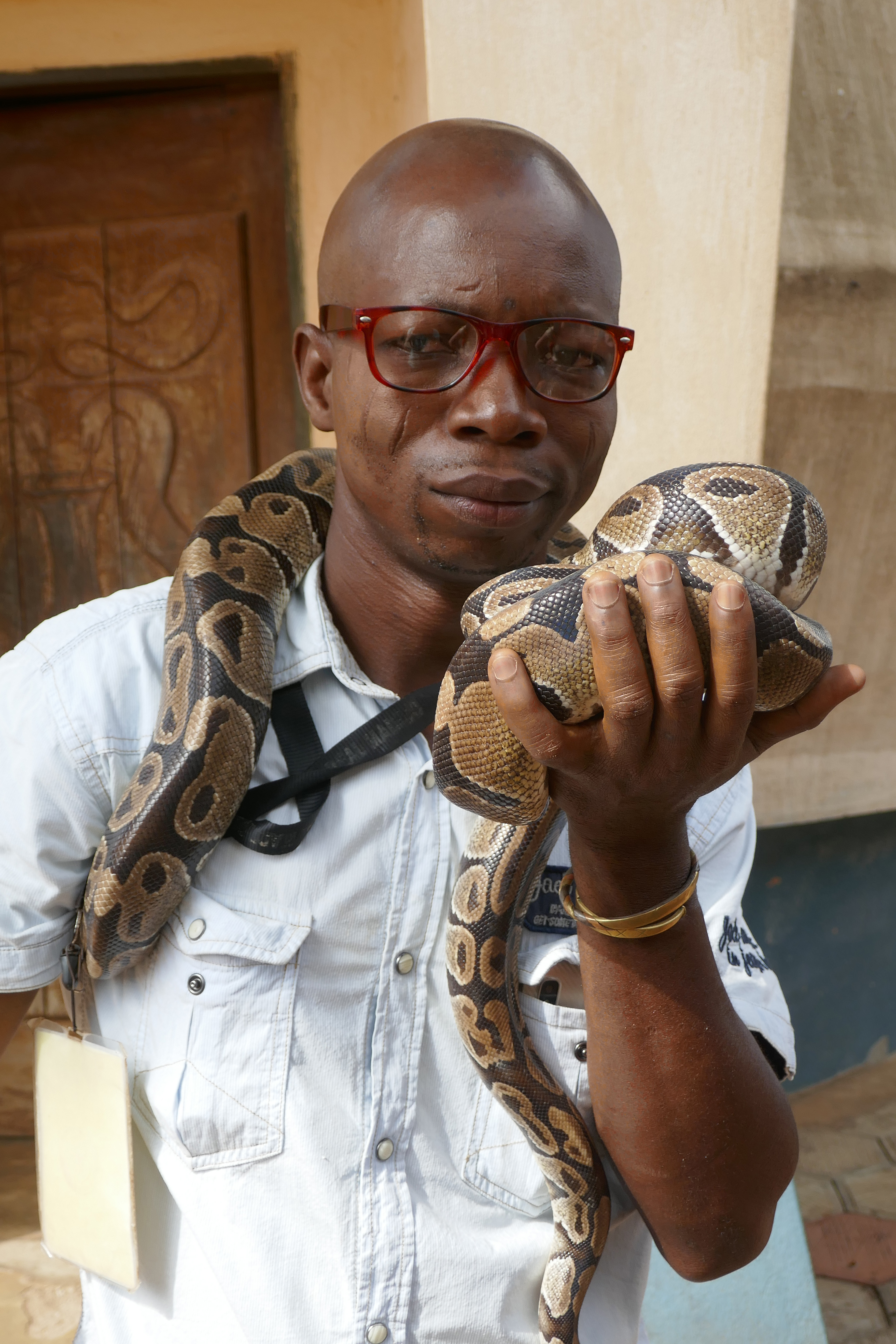

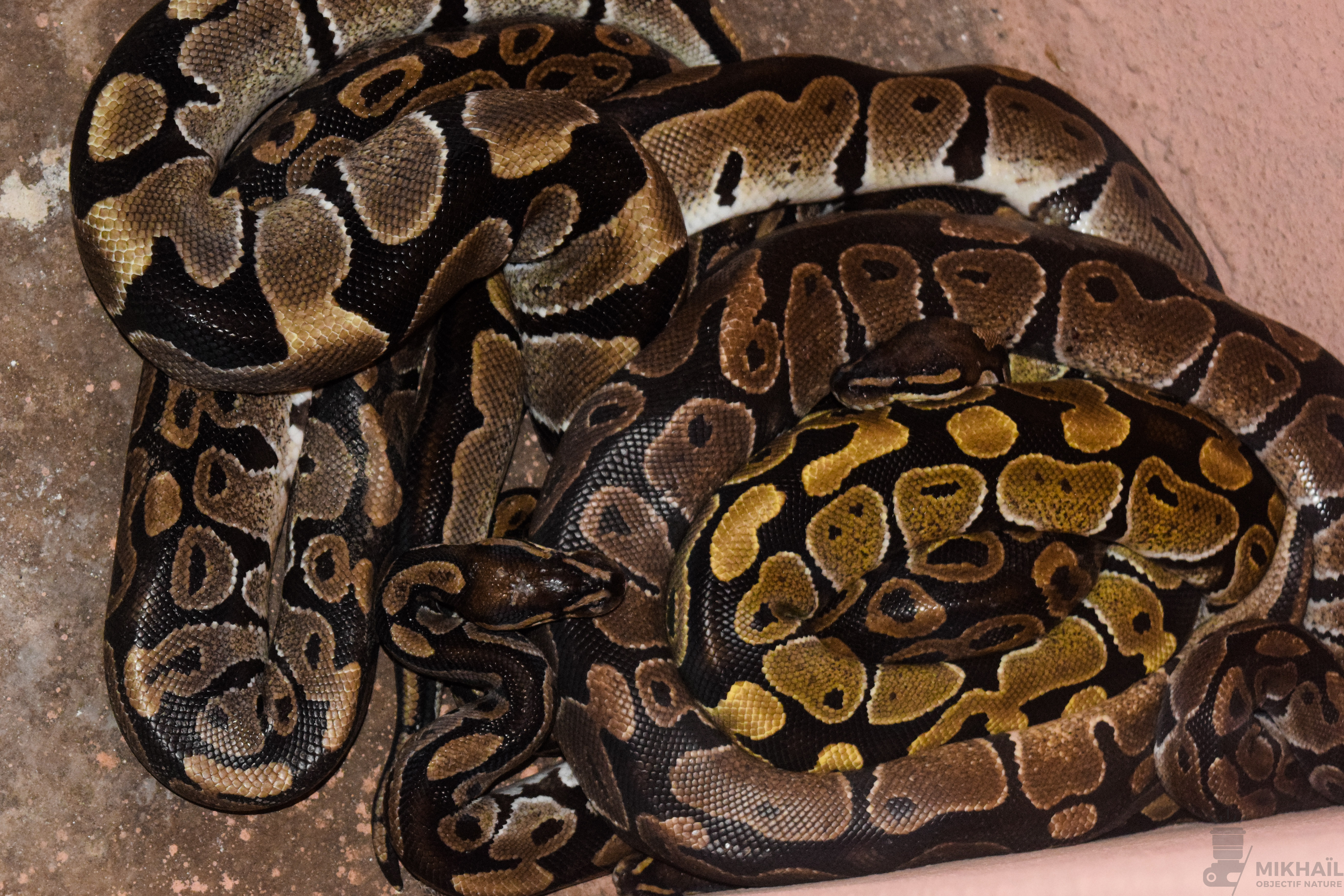
Python.

Le python est le symbole de la ville : les récompenses attribuées par le Festival international du film de Ouidah portent le nom de « Python », la plus haute distinction étant le « Python royal ».
Un timbre, Sorcier à Ouidah, montrant un homme portant un python, a été mis en circulation en 1963, puis une nouvelle fois en 2009 avec une surcharge, « République du Bénin » remplaçant « République du Dahomey ».